# У Веньцзюнь
У Веньцзюнь (спрощ.: 吴文俊; нар. 12 травня 1919 — пом. 7 травня 2017) — китайський математик, історик та письменник. Здобув визнання за роботи в таких галузях як алгебрична топологія, алгебрична геометрія, теорія ігор та теорія штучного інтелекту.
У Веньцзюнь народився в 1919 році в Шанхаї.
У 1940 році вчений закінчив Цзяотунський університет в Шанхаї.
У 1947 році він виїхав з Китаю, щоб вивчати математику в Страсбурзькому університеті під керівництвом французького вченого Шарля Ересманна.
Пізніше У Веньцзюнь очолив китайське математичне товариство.
Основні роботи в галузі алгебричної топології. Також вніс вклад в алгебричну геометрію, теорію ігор, теорію штучного інтелекту (автоматичне доведення теорем), історіографію китайської математики з давніх часів до сучасності.

## Нагороди та визнання
- 1957: академік Академії наук Китаю
- 1986: доповідач Міжнародного конгресу математиків у Берклі
- 1990: TWAS Prize[en][10]
- 1997: премія Ербрана[en]
- 2000: Державна премія Китаю з науки і технологій[en]
- 2006: Премія Шао з математики

## Доробок
- Wen-Tsun, Wu: Rational Homotopy Type: A Constructive Study Via the Theory of the I*-Measure ISBN 0-387-13611-8
- Wen-tsun, Wu & Min-de, Cheng, CHINESE MATHEMATICS INTO THE 21ST CENTURY
- Wen-tsun, Wu, A THEORY OF IMBEDDING IMMERSION AND ISOTOPY OF POLYTOPES IN A EUCLIDEAN SPACE
- Wen-tsun, Wu, Mechanical Theorem Proving in Geometries. ISBN 3211825061
- Wen-Tsun, Wu; Georges Reeb: Sur Les Espaces Fibrés Et Les Variétés Feuilletées
- SELECT WORKS OF WEN-TSUN WU ISBN 9789812791078
- Wen-tsun, Wu: Mathematics Mechanization: Mechanical Geometry Theorem-Proving, Mechanical Geometry Problem-Solving and Polynomial Equations-Solving ISBN 0-7923-5835-X
- Wen-Tsun, Wu, and Hu Guo-Ding, eds, Computer Mathematics ISBN 9810215282 .